# Прстен (Валандово)
Прстен (мкд. Прстен, тур. Pıristan) је насеље у Северној Македонији, у југоисточном делу државе. Прстен је насеље у оквиру општине Валандово.

## Географија
Прстен је смештен у југоисточном делу Северне Македоније. Од најближег града, Валандова, насеље је удаљено 10 km источно.
Насеље Прстен се налази у историјској области Бојмија. Насеље је положено у јужној подгорини планине Беласице, на приближно 250 метара надморске висине. 
Месна клима је измењена континентална са значајним утицајем Егејског мора (жарка лета).

## Становништво
Кочулија је према последњем попису из 2002. године имала 68 становника. По попису из 1994. године насеље је имало 105 становника.
Већинско становништво у насељу су Турци, а претежна вероисповест месног становништва ислам.